# Cordieriet

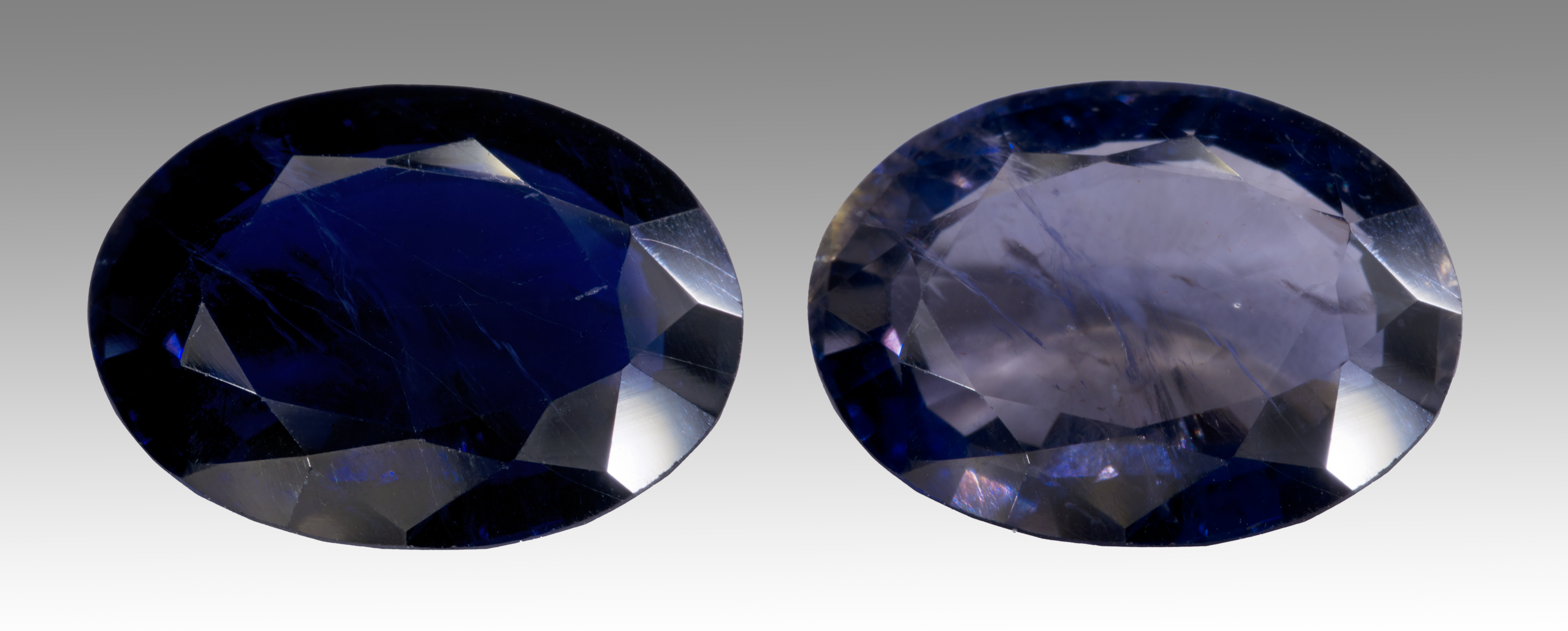
Pleochroïsme van Cordieriet

Het mineraal cordieriet is een magnesium-aluminium-silicaat met de chemische formule Mg2Al4Si5O18. Het behoort tot de cyclosilicaten.

## Eigenschappen
Het doorzichtige tot doorschijnende kleurloze, grijze, paarse of gele cordieriet heeft een glasglans, een witte streepkleur en de splijting is slecht volgens het kristalvlak [010]. Cordieriet heeft een gemiddelde dichtheid van 2,65 en de hardheid is 7. Het kristalstelsel is orthorombisch en het mineraal is niet radioactief.

## Naam
Het mineraal cordieriet is genoemd naar de Franse mijningenieur en geoloog P. L. A. Cordier (1777 - 1861).

## Voorkomen
Cordieriet is een algemeen mineraal dat voorkomt in diverse stollings-, metamorfe- en pegmatistische gesteenten. De typelocatie is Bodenmais in Duitsland.

## Edelsteen
De doorzichtige variant Ioliet wordt vaak gebruikt als edelsteen. De naam is afgeleid van het Griekse woord voor violet. Een andere naam is dichroiet dat in het Grieks "tweekleurige steen" betekent. Ioliet wordt onder andere gedolven in Sri Lanka, Birma, Australiës Noordelijk Territorium, Namibië, Brazilië, Tanzania en Madagaskar.